# Озброєне зіткнення в окрузі Макмінн
Збройне зіткнення в окрузі Макмінн, в американській історіографії та публіцистиці «Битва за Афіни» (англ. Battle of Athens) або «Війна в окрузі Макмінн» (англ. McMinn County War) — успішний збройний виступ громадян США проти корумпованої влади, що відбувся 1-2 серпня 1946 року в місті Ейтенз штату Теннессі.
У 1936 році в окрузі Макмінн прийшла до влади політична машина Демократичної партії під керівництвом шерифа Пола Кантрелла. Громадяни звинувачували нову владу в поборах, прикритті притонів і махінаціях на виборах. Звернення до правоохоронних органів не принесли результатів. Положення групи Кантрелла здавалося незворушним, але весною 1946 року в окрузі з'явилася нова сила — три тисячі демобілізованих ветеранів Другої світової війни. Ініціативна група ветеранів вирішила мирним шляхом змінити владу в окрузі і висунула власних кандидатів на місцеві вибори. У день виборів, 1 серпня 1946 року, опозиціонери зіткнулися з відкритою протидією влади. Один чоловік був серйозно поранений, кілька активістів заарештовані. Ветерани, які підозрювали владу в спробі фальсифікувати результати голосування, вимагали дозволити їм підрахувати голоси. Протистояння виросло спочатку до облоги, а потім до перестрілок між ветеранами і поліцейськими, які засіли в будівлі в'язниці. Після того, як нападники закидали будівлю динамітом, поліцейські здалися. Кантрелл визнав поразку і таємно втік з міста. Кандидати від опозиції взяли в свої руки управління округом, розігнали корумповану поліцію і реформували місцеве самоврядування. Влада штату, яка раніше підтримувала Кантрелла, не стала перешкоджати ветеранам, але й не намагалася переслідувати корупціонерів. Судовому переслідуванню піддався лише поліцейський, який стріляв у виборця в день виборів.

## Історіографія
Зіткнення в окрузі Макмінн широко висвітлювалися американською пресою, але повідомлення новин були фрагментарними і малодостовірними: репортери великих ЗМІ фізично не встигли доїхати до місця подій. Дві місцеві радіостанції вели пряму трансляцію з місця події, але лише одна записувала свої репортажі, і лише кілька ацетатних дисків збереглося в архівах. І переможці, і переможені, побоюючись за власну безпеку, утримувалися від розповідей про те, що сталося. Лише через півроку Теодор Уайт опублікував перше журналістське розслідування; саме він назвав те, що сталося «битвою при Афінах» (Battle of Athens). Уайт визнавав, що зібраний матеріал був явно неповний. Два ключові питання — яким чином повстанці захопили арсенал Національної гвардії і хто саме очолив облогу та штурм в'язниці — залишалися відкритими. В 1948 дипломник університету Еморі Джордж Бресінгтон зібрав унікальні свідчення очевидців, які не були опубліковані і не вводилися в широкий обіг. Ніколи не публікувалися і матеріали з досьє Джона Дженнінгза, і завершена в 1969 наукова робота Томаса Бейкера.
«Змова мовчання» тривала десятиліття; більшість учасників та свідків померли, так і не розповівши про них публічно. У 1980 році місцевий краєзнавець Говард Кук опублікував частину спогадів одного з ключових бунтівників, колишнього морського піхотинця Білла Уайта (повний текст спогадів Уайта, записаний у 2000 році, опублікований університетом Теннессі). Кук стверджував, що саме Уайт і був одноосібним лідером повсталих. Розповідь Білла Уайта популяризував консервативний публіцист Гленн Бек; втім, Бек та його співавтори визнавали, що Уайт місцями суперечив свідченням інших свідків і його не можна було вважати абсолютно надійним джерелом. Історик, професор університету Алабами Лі Вільямс версію Кука та Білла Уайта не поділяв. В опублікованому в 1991 дослідженні Вільямса Білл Уайт не згаданий. Автор опублікованої в 2020 році книги Кріс Дероуз прийняв розповідь Білла Уайта за основу, але не згадав імені Уайта в описі критичних епізодів «битви».

## Місце дії

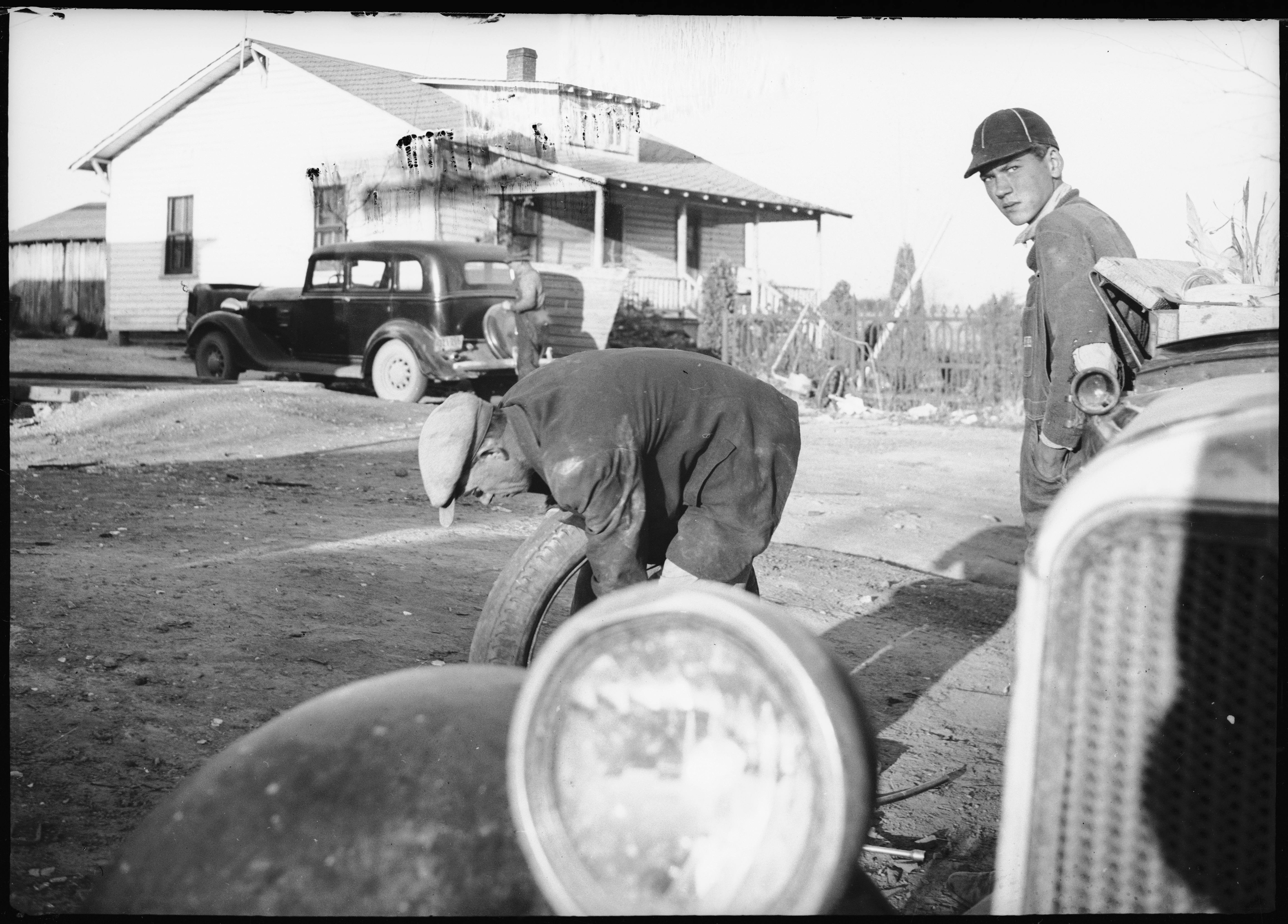
Місто Ейтенз у 1930-ті роки. Фото Аннемарі Шварценбах

Округ Макмінн розташований у гористій місцевості на сході штату Теннессі. До початку колонізації тут жили племена криків; у XVIII столітті їх витіснили черокі, що прийшли з півночі. У 1757 році англійці заснували на землях союзних черокі форт для оборони від французів. Про життя колоністів XVIII століття збереглися лише уривчасті відомості; нова, добре документована історія округу почалася в 1819 році, коли федеральний уряд викупив його територію в індіанців.
Східний Теннессі лежить на кордоні між «бавовняним поясом» Глибокого Півдня та «кукурудзяним поясом» Середнього Заходу США. Коротке літо не дозволяє вирощувати бавовну, тому тут, на відміну від західного Теннессі, ніколи не було рабовласницьких плантацій та значного чорношкірого населення. У 1838 році федеральна влада насильно вигнала черокі; з тих пір переважна більшість жителів — білі нащадки жителів англо-шотландського прикордоння, що сповідують баптизм і методизм. На час описуваних подій чисельність населення округу перевищила 30 тисяч осіб, з яких приблизно сім тисяч жили в адміністративному центрі округу, містечку Ейтенз (англ. Athens). Протягом Другої світової війни 3526 жителів округу були призвані до збройних сил США.
У XIX столітті фермери округу Макмінн вирощували зерно, а в міжвоєнні десятиліття XX століття основною культурою став тютюн берлі. Промислових підприємств в окрузі не було, мешканці займалися землеробством, а міста виконували традиційні функції фермерського ринку та місця зустрічі селян. До 1946 більшість ферм ще не були електрифіковані, вулиці Ейтенз ще не були замощені. Шкільна освіта, навіть за мірками Півдня США, була слабкою. Післявоєнне територіальне зростання сусідніх Ноксвілла і Чаттануги, що згодом вплинуло і на життя округу Макмінн, ще не почалося.
В окрузі, як і в усьому штаті Теннессі, практикувалися прямі вибори посадових осіб виконавчої влади відкритим голосуванням. Право голосу мали лише платники подушного податку. Політичні партії могли сплачувати податок за своїх виборців оптом — що нерідко, але не завжди, визначало результат виборів. Фактичним головою округу був шериф, що обирався на дворічний термін і мав одноосібне, нічим не обмежене право наймати та звільняти рядових поліцейських (помічники шерифа, англ. deputies). Шериф отримував з окружного бюджету постійну платню в п'ять тисяч доларів на рік, а рядові поліцейські утримувалися за рахунок збору адміністративних та кримінальних штрафів. Незалежної преси в окрузі не існувало; єдина газета округу ретельно уникала гострих тем.

## Звинувачення у корупції
Після виборів 1936 року в окрузі заговорили про те, що перемогу демократів було підтасовано, але жодних доказів не було пред'явлено. Наступні події підтвердили підозри.
Нова влада відразу ж зайнялася накачуванням поліцейського бюджету необґрунтованими штрафами з місцевих жителів і випадкових проїжджих. Особливо діставалося пасажирам нічних міжміських автобусів: будь-який пасажир, захоплений сонним під час огляду автобуса, вважався п'яним, вирушав на ніч у в'язницю і був зобов'язаний виплатити штраф у 16,5 доларів. У вихідні кількість арештів доходила до 115. Окрім штрафу, кожен арештант приносив шерифу законний, офіційний дохід у 75 центів за кожен день утримання у в'язниці; за роки правління Кантрелла і Менсфілда округ виплатив за цією статтею понад триста тисяч доларів. Слідом за зростанням доходів зростала і чисельність поліції: до 1946 року в ній перебувало шістнадцять постійних помічників шерифа та чотири поліцейські міста Ейтенз; крім того, час від часу Менсфілд залучав до служби до тридцяти тимчасових помічників, які наділялися всіма правами поліції.
Штрафи були відносно чистим і безпечним, але прозорим, для перевіряючих, доходом. Іншим, непрозорим і необтяжливим для самих поліцейських джерелом стало кришування нелегальних питних та гральних закладів. Заступництво притонам не поширювалося на їх відвідувачів: всі вони, за винятком небагатьох обраних, також ризикували опинитися в окружній в'язниці. Тим не менш, незаконні промисли процвітали, і округ Макмінн придбав у штаті репутацію «відкритої» (англ. wide open) території. Головними виконавцями беззаконня стали найняті шерифом рядові поліцейські, деякі з яких мали кримінальне минуле, а головним організатором, на думку Білла Уайта — Менсфілд. Доказів особистої участі Кантрелла і Менсфілда в організованому рекеті не існує, але він не міг здійснюватися без їх підтримки або хоча б неофіційної згоди.
Політична машина округу Макмінн принципово відрізнялася від класичних машин великих міст. Великі політичні об'єднання, перерозподілюючи суспільні ресурси на користь своїх виборців, систематично розширювали їх коло і тим самим забезпечували собі перемогу на відносно чесних виборах. Кантрелл і його прихильники ставили виключно на насильство і підробки. Головними інструментами перевиборчих дій стали махінація при видачі виборчих бюлетенів і фальсифікація при підрахунку голосів. У виборчі списки регулярно включалися мертві душі, прихильники Кантрелла отримували незаповнені бюлетені пачками, а бюлетені його противників конфіскувалися при першому зручному випадку. Голосування не було секретом: воля виборця ставала відразу відома владі, що погіршувало розрізнення суспільства на власних і чужих, нелояльних до правлячої групи. Підрахунок голосів здійснювали поліцейські в будівлі в'язниці, спостерігачі від опозиції до підрахунку не допускалися. У 1940 році Джордж Вудз зміг провести через законодавчі збори штату акт про новий розподіл виборчих дільниць, спрямований проти республіканців. Єдиним оплотом опозиції залишився окружний суд, який вимагав придбати і використовувати машини для голосування. У відповідь Вудз досяг законодавчого розпуску колегії суддів, а вже придбані машини були продані з метою економії громадських коштів.
У 1940, 1942 і 1944 роки протести республіканців розглядалися міністерством юстиції США, але всі три перевірки закінчилися безрезультатно.

## Опозиція ветеранів
На початку 1946 року Кантрелл і Менсфілд вирішили провести рокірування. Кантрелл знову висунув себе кандидатом у шерифи, а Менсфілд — кандидатом у сенат штату на місце Кантрелла. На думку історика Стівена Байрума, Кантрелл, що вже збирався на відпочинок, хотів востаннє скористатися надзвичайно прибутковим місцем шерифа (за оцінками недоброзичливців, за чотири роки на цій посаді Менсфілд «заробив» не менше сотні тисяч доларів). Цього разу на шляху владного угрупування виявилася нова політична сила — приблизно три тисячі демобілізованих ветеранів Другої світової війни.
Зіткнення солдат, що поверталися з фронтів, с поліцією шерифа Менсфілда почалися ще до закінчення війни. Відпускники з діючої армії і демобілізовані солдати, що отримували державну допомогу, стали улюбленою ціллю поліцейских. Двоє відпускників були застрелені поліцією під час арешту. С початком післявоєнної демобілізації конфлікти стали повсякденним явищем. В лютому 1946 року, після вкрай жорсткого допиту поліцією одного з ветеранів, опір став організованим. П'ятеро колишніх військовослужбовців і один цивільний житель Ейтенз очолили таємну ініціативну групу, навколо якої згуртувалися сотні незадоволених. В травні, після оголошення передвиборчих планів влади, активісти організували загальний збір ветеранів. 9 травня збори вирішили змістити правляче угрупування мирним шляхом, на найближчих виборах, і вибрали п'ять кандидатів на вибірні пости — трьох демократів і двох республіканців. Голова місцевого осередку республіканців Отто Кеннеді гарантував ветеранській опозиції повну підтримку своєї партії. Республіканці збиралися змістити Кантрелла, тоді як для ветеранів ворогами були, в першу чергу, Менсфілд і його посіпаки.
Локомотивом виборчої кампанії став ветеран боїв у північній Африці, тридцятитрирічний сержант запасу Нокс Генрі: він мав боротися з Кантреллом за ключовий пост шерифа. Найстарший у передвиборчому списку, п'ятдесятидворічний Чарлі Пікел служив снайпером у Першу світову війну. Два відставні офіцери, Джим Баттрем і Ральф Дагган, зголосилися служити публічними організаторами передвиборчої кампанії та координаторами таємного оргкомітету з 28 осіб. Негласну підтримку опозиції надавали місцеві підприємці і політики-республіканці, які прагнули повернути округ під свій контроль, на чолі з конгресменом Джоном Дженнінгзом . А самі опозиціонери підкреслено утримувалися від партійної риторики; п'ятеро кандидатів йшли на вибори як позапартійний «солдатський список» (англ. GI slate).
Збір коштів на кампанію та передвиборча агітація не склали опозиціонерам особливої проблеми. Набагато складнішою виявилася боротьба за явку виборців на вибори. Жителі співчували ветеранам, але були впевнені, що партія влади знову порахує голоси на свою користь. Тому головною тактичною метою опозиції стало спостереження за підрахунком голосів, а головним гаслом виборчої кампанії — Ваш голос підрахують саме так, як ви проголосували. (англ. Your vote will be counted as cast). З цими словами агітатори щодня обходили будинок за будинком, переконуючи мешканців у своїй здатності досягти справедливого підрахунку.
Протягом місяця опозиція зламала громадську думку на користь участі у виборах, але не набула жодних важелів контролю над ними. Губернатор штату, місцеве відділення ФБР і федеральна прокуратура у Вашингтоні відмовилися втручатися в окружні вибори, тим самим залишивши їхній результат у руках правлячого угрупування. Тим часом поліція успішно викреслювала ветеранів зі списків виборців простою конфіскацією квитанцій про сплату подушного податку (громадянин, не здатний пред'явити квитанцію в день голосування, автоматично не допускався до голосування). У середині липня Кантрелл розпочав зачистку і своїх лав. Спочатку поліція пограбувала і заарештувала главу сімейства Роджерсів, що втратив політичний вплив, а потім важко поранила його зятя, нібито при «спробі опору».

## Політична передісторія

1 серпня, вечір. Поліцейський ланцюг та барикада з автомобілів навколо виборчої дільниці. Democracy, Athens Style — унікальне фото Джорджа Халла, яке уникло вилучення та знищення поліцією

Напередодні виборів, призначених на 1 серпня 1946 року, сторони обмінялися погрозами. Опозиція заявила, що ветерани округу Блант надішлють на вибори 450 дружніх спостерігачів. Менсфілд повідомив, що вже найняв кілька сотень «помічників» із сусідніх округів. В очікуванні масових заворушень крамарі закрили свої заклади, а передбачливий мер поїхав у відпустку. До сьомої ранку 1 серпня влада мобілізувала, за різними оцінками, «близько двохсот» або «не менше 250» озброєних найманців; серед них були справжні поліцейські із сусідніх округів, наглядачі в'язниць і навіть кілька тимчасово випущених на волю ув'язнених. Фактично Менсфілд встановив в Ейтенз військовий стан і повністю перехопив ініціативу в опозиції, не готової чинити опір сотням озброєних людей.
Перший арешт спостерігача від опозиції відбувся в Етові ще до відкриття виборчих дільниць. О дев'ятій ранку поліція заарештувала в Ейтенз спостерігача Уолтера Елліса, який виявив факт масового голосування особами, не включеними до списків виборців. Баттрем, уповноважений викуповувати заарештованих із в'язниці, спробував внести за Елліса заставу і отримав відмову. У штабі опозиції запанувала зневіра; спостерігачі більше не намагалися протестувати проти порушень.
О третій годині дня поліцейський Вінді Вайз вигнав з виборчої дільниці і побив чорношкірого Тома Гіллеспі, який збирався проголосувати за «солдатський список». Коли Гіллеспі підвівся, Вайз вистрілив у нього і наказав найманим «помічникам» відтягнути пораненого з очей геть; Менсфілд, що опинився поблизу, дозволив перенести Гіллеспі в лазарет доктора Форі. Через кілька хвилин на іншій виборчій дільниці поліцейський Майнус Вілберн (співучасник вбивства матроса-відпускника Ерла Форда в 1944 році) побив і пограбував у кафе «Діксі» члена виборчої комісії від опозиції Боба Геррілла. Непритомного, закривавленого Геррілла також відтягли — але не в лазарет, а в тюрму. Форі, дізнавшись про те, що сталося, зумів домогтися від тюремників видачі пораненого і самотужки переніс його в лазарет. Вілберн вважав день голосування завершеним і наглухо зачинив двері дільниці, а спостерігача, що ще залишався на ній, замкнув у коморі. На іншій міській ділянці двоє заарештованих опозиціонерів зуміли втекти і також опинилися в лазареті з множинними травмами.
О четвертій годині дня голосування було завершено на всіх дільницях. У містах Ніота та Етова, де сили опозиції мали переважну перевагу над нечисленною поліцією, підрахунок голосів був проведений гласно, у присутності спостерігачів. У Ніоті Нокс Генрі виграв у Кантрелла з рахунком 696:249, в Етові з рахунком 612:455 . Партія влади зазнала локальних поразок, але, як і раніше, повністю контролювала три ділянки в Ейтенз; урну з четвертої міської ділянки Менсфілд, порушуючи процедуру, вивіз до будівлі в'язниці. Вигнавши або заарештувавши незручних свідків, люди Менсфілда забарикадували будівлі дільниць та в'язниці власними автомобілями, замкнулися всередині та приступили до «підрахунку» голосів. Окремі групи поліцейських продовжували патрулювати місто та відловлювати фотокореспондентів та активістів опозиції. Неозброєні ветерани, у свою чергу, зуміли обеззброїти, затримати та вивезти до лісу п'ятьох поліцейських, які намагалися загрожувати штабу «солдатського списку».

## Збройне повстання

План центру Атенс під час зіткнень 1-2 серпня 1946 року
1: Насип навпроти будівлі в'язниці
2: Пошта
3: В'язниця
4: Кафе «Діксі». 12-а дільниця для голосування
5: Друкарня Отто Кеннеді. Штаб республіканців
6: Мерія. 11-а дільниця для голосування
7: Лазарет доктора Форі
8: Штаб «солдатського списку»
9: Окружний суд. 1-а дільниця для голосування
10: Готель «Роберт Лі»

За версією авторів, що спираються на спогади Білла Уайта, увечері 1 серпня саме Уайт переконав товаришів по опозиції продовжити опір. Для цього була потрібна зброя, яку Уайт запропонував взяти в арсеналі Національної гвардії, що знаходився за одну милю (1,6 км) від центру міста. Єдиний охоронець арсеналу не чинив опору, і повстанці захопили десятки одиниць стрілецької зброї, від револьверів до автоматів Томпсона, і багато боєприпасів до них.
Після заходу сонця, о дев'ятій годині, озброєні ветерани покинули свій штаб і оточили будівлю в'язниці, в якій зібралися Менсфілд, Кантрелл і значні сили поліції. Невелика, але міцно складена кам'яна будівля окружної в'язниці була збудована в 1878 році. На першому поверсі були камери для арештантів і службові кімнати, на другому — квартира шерифа. Ліворуч від входу до в'язниці розташовувався просторий незабудований двір, де в минулому проводилися публічні страти. На іншій, горбистій стороні вулиці, навпроти в'язниці, проходив високий земляний насип. Менсфілд, який не мав військового досвіду, не врахував, що в'язниця, що знаходиться в низині, чудово проглядається і прострілюється з пагорба.
Взявши в'язницю в щільне кільце, ветерани відкрили вогонь із насипу та з вікон навколишніх будинків. Десятки людей з обох боків, у тому числі поліцейські, які намагалися прорвати кільце оточення зовні, були поранені. Обложені, незважаючи на переважну перевагу противника, здаватися не збиралися. Вони були надійно прикриті кам'яними стінами, в їхніх руках були заручники — заарештовані днем спостерігачі — і вони встигли викликати до міста національну гвардію. Її пересування не були секретом для ветеранів, які постійно стежили за радіообміном на частотах поліції. Однак ветерани не знали, що в той же час шериф округу Полк відправив до міста Суітуотер, де жив Нокс Генрі, каральний загін з метою ліквідувати головного кандидата опозиції. Якби Генрі було вбито, підрахунок голосів уже не мав би сенсу — але стривожені нічними обшуками жителі Суітуотера вийшли на вулиці зі зброєю і змусили кілерів відступити.
Незабаром після опівночі, на четвертій годині безрезультатної перестрілки, вождям повстанців стало зрозуміло, що обрана тактика призведе до поразки. Маса ветеранів, які оточували в'язницю, поступово зникла: втомлені люди йшли додому, жодного плану їх заміни не існувало. Але поява в місті національної гвардії, розташованої за дві години їзди від Ейтенз, здавалося дуже ймовірним. Повстанці намагалися нанести вирішальний удар до прибуття військ. Баттрем і Білл Уайт прийняли рішення викурити Кантрелла і Мэнсфілда динамітом. Перші шашки, кинуті в сторону в'язниці, не долетіли до мети і не нанесли шкоди обложеним. Опис подальших подій розходиться в деталях. У викладі Теодора Уайта (1947 рік) у 3:30 ранку повстанці з четвертої спроби змогли кинути на ґанок в'язниці зв'язку з двох шашок. Вибух зруйнував ґанок; стіни в'язниці стійкі, але обложені в ній найманці вирішили не випробувати долю і здалися повстанцям. У пізніших викладах, заснованих на спогадах Біла Уайта, саме він вирішив результат облоги. Під прикриттям диму від перших вибухів Біл Уайт прослизнув мимо їхніх пошкоджених автомобілів і зміг кинути зв'язку шашок на ґанок в'язниці. У книзі Дероуз ім'я Уайта в контексті цього епізоду не згадується.
З приблизно шістдесяти поліцейських і найманців, що були на початку облоги в будівлі в'язниці, половина зуміла втекти через задній хід, а інша здалася повсталим. Ветерани, як могли, намагалися запобігти лінчування — але багато тих, хто здався, були жорстоко побиті, а один невідомий нападник полоснув Майнуса Вілберна ножем по горлу. Кантрелл і Менсфілд таємно покинули будинок до динамітної атаки. Поранений дробом Менсфілд самостійно дістався Чаттануги, де зажадав захисту у місцевої поліції. Кантрелл утік із міста в Північну Кароліну на автомобілі-катафалку. Він знав, що губернатор штату не збирався віддавати гвардійцям наказ на відкриття вогню, і втратив віру в успіх задовго до штурму. На ранок у будівлі в'язниці було знайдено іменний револьвер Кантрелла та тисячі підроблених виборчих бюлетенів з його ім'ям.

## День виборів

2 серпня. Будівля в'язниці (ліворуч) та розгромлена барикада з автомобілів після штурму

О шостій ранку 2 серпня Ральф Дагган, заручившись неофіційною згодою Джорджа Вудза, оголосив про перемогу партії ветеранів. Кантрелл надіслав телеграфом заяву про відставку; Менсфілд, як і раніше, обіймав посаду шерифа і становив загрозу для опозиції. Губернатор Маккорд збирався послати в місто поліцію штату, щоб відновити Менсфілда на посаді, але Дагган переконав губернатора відмовитися від цих планів.
На кілька годин у місті запанувала анархія: натовп зганяв ненависть на автомобілях найманців Менсфілда. Небагато з них, що ще залишалися на волі, вважали за краще повернутися до в'язниці, під захист озброєних ветеранів. До 10-ї години ранку 2 серпня хвиля насильства схлинула. Ветерани випустили з в'язниці всіх затриманих, крім Вінді Вайза, і провели їх до кордону міста. Хлопчаки і роззяви, що хуліганили, розійшлися по домівках, а ватажки повсталих зайнялися формальною легалізацією своєї перемоги і гарантіями власної безпеки. У другій половині дня 2 серпня народний сход призначив тимчасову адміністрацію з трьох осіб і скликав екстрене засідання окружного суду для затвердження підсумків виборів. У той же час, на вимогу Даггана, головні учасники «битви за Афіни» домовилися мовчати про те, що трапилося, щоб не опинитися на лаві підсудних.
3 серпня газета з Ноксвілла розповсюдила чутку про те, що Менсфілд збирається повернутися в Ейтенз і силою повернути все ще належний йому пост шерифа. Місто знову почало рухатися. Знову запрацював штаб «солдатського списку», на вулиці вийшли патрулі озброєних громадян. Сімдесят людей зайняли снайперські позиції на дахах у центрі Ейтенз, дві сотні висунулися на кордон «недружнього» округу Полк, у небі спостереження за дорогами вів літак AT-6. Ветерани навіть відвідали Берча Біггза у його власному будинку; втім, Біггз вже списав Менсфілда з рахунків і не збирався допомагати йому. Увечері 3 серпня до Ейтенз, замість Менсфілда, приїхали шість поліцейських штату; оцінивши обстановку, вони негайно покинули місто. Менсфілд визнав поразку і наступного дня, 4 серпня, надіслав заяву про відставку. Дві групи національної гвардії, готові висунутись у бунтівний округ, були розпущені по домівках. Губернатор, який уникнув прямого зіткнення з громадянами, з полегшенням визнав факт, що відбувся: "Все вже закінчилося, вірно? Все вирішилося просто чудово! (англ. It’s over, isn’t it? It worked out admirably!) .
5 серпня окружний суд встановив, що протоколи шести із дванадцяти виборчих дільниць були безнадійно фальсифіковані «машиною». На тих дільницях, де спостерігачі були допущені до підрахунку голосів, партія ветеранів виграла у Кантрелла з рахунком 2230:1244. Суд визнав фальсифіковані протоколи недійсними та віддав перемогу «солдатському списку». У той же день Генрі Нокс офіційно обійняв посаду шерифа і призначив республіканця Отто Кеннеді своїм першим заступником.
8 серпня Менсфілд ненадовго повернувся до Ейтенз для передачі справ нової влади; після двогодинної зустрічі з Кеннеді він назавжди залишив Теннессі. Кантрелл деякий час ховався в Чаттанузі, а потім повернувся до Етова і зайнявся управлінням сімейним банком. Ні Кантрелл, ні Менсфілд не були притягнуті до кримінальної відповідальності: влада в штаті, як і раніше, належала угрупованню Крампа, що опікувалося вигнанцям і не було зацікавлене в розслідуванні. З тієї ж причини ветерани, які перемогли в «битві за Афіни», не намагалися переслідувати переможених. Єдиним покараним виявився Вінді Вайз, який отримав за постріл у Гіллеспі від одного до трьох років в'язниці і фактично відсидів рік. Справа про напад на арсенал національної гвардії була припинена ФБР «за політичними мотивами та через відсутність логічно обґрунтованих версій…» (англ. In view of the political nature of this occasion and in view of the fact that there are no logical leads....
Протягом кількох наступних днів залишили службу всі штатні поліцейські округу, їх «помічники» та всі цивільні службовці з клану Кантрелла-Менсфілда. Молодші учасники машини залишили округ Макмінн назавжди. Поліцейський Майнус Вілберн пішов на службу до Берча Біггза, і через три роки загинув в автокатастрофі за підозрілих обставин. Поспіхом відновлену будівля в'язниці знесли в 1951 році; нову, що існує в XXI столітті, будівлю збудували за один квартал на схід.
Генрі Нокс став останнім главою виконавчої влади округу Макмінн, обраним прямим голосуванням громадян. У 1946—1947 роки активісти, переконані в порочності прямих виборів, переконали спочатку громадян округу, а потім законодавчі збори штату, і наполягли на введенні поста міського керуючого (сіті-менеджера), який обирається міською радою. Членами тимчасової міської ради стали активісти «солдатського списку»; перший постійний склад був обраний в 1948.

## Реакція суспільства
«Битва за Афіни» негайно привернула увагу загальнонаціональної преси. Більшість коментаторів засудила дії ветеранів в Ейтенз як неконституційне захоплення влади. Роберт Руарк писав, що «різниця між борцями за справедливість (англ. vigilantes) і натовпом погромників (англ. lynch mob) мала. Якщо ми шукаємо вихід із глухого кута корумпованої політики, то знайдене в Ейтенз рішення — точно непридатне». Стривожені автори редакційних статей ставили запитання: чи не є «битва» лише першим епізодом насильства з боку солдатських мас? чи не будуть за нею нові зіткнення, і якщо так — то де саме?
Прямих зіткнень не було, але ветеранські об'єднання по всій країні скористалися досвідом округу Макмінн. Торішнього серпня 1946 року ветерани напередодні виборів у штатах Алабама, Арканзас, Нью-Йорк, Нью-Джерсі і Оклахома висунули своїх кандидатів і заявили готовність застосувати опір місцевим корупційним «машинам» . У містечку Данвілл, яке не налічувало і тисячі жителів, відбулося сход тисячі колишніх військовослужбовців, які заприсяглися повторити досвід теннессійських товаришів, якщо їхні кандидати зіткнуться з протидією влади. На мітингу в Джерсі-Сіті лунали відкриті заклики до стрілянини по «банди політиків» (англ. It's time we began to shoot... begin by cleaning up the political gang that controls this town).
У вересні 1946 року ветеранські товариства штатів Міссурі та Нью-Йорк вимагали виплат не передбачених жодними законами допомоги. В Олбані натовп ветеранів під керуванням активістів лівого крила КПП зайняв будинок законодавчих зборів і зажадав зустрічі з губернатором. Томас Дьюї не піддався на шантаж і відправив протестувальників додому; ні ветерани, ні поліція не ризикнули застосувати силу. Восени 1946 почалися масові хвилювання в самій армії США: солдати і матроси, незадоволені повільним темпом демобілізації, відмовлялися підкорятися командирам. По вулицях Лондона, Парижа та Франкфурта пройшли багатотисячні солдатські демонстрації. Окупаційні війська, на думку американських оглядачів, морально розклалися під впливом агітаторів-комуністів. Непередбачувані витівки ветеранів і солдатів армії, змінили громадську думку в США: беззаперечна підтримка суспільством своїх армійців пішла в минуле.
Політична машина Крампа у 1948 році зазнала першої поразки на виборах; після смерті Крампа в 1954 вона швидко згасла і до 1970 повністю втратила вплив. Безпосереднім поштовхом, що обрушив колись непорушну «машину», стала кампанія преси за відміну подушного податку та запровадження повноцінного загального виборчого права. Крамп, бажаючи зберегти такий важливий інструмент контролю над електоратом, вплутався в бій і програв: на виборах 1948 року, вперше за два десятиліття, він втратив більшість місць у конгресі штату. У ті ж роки згасли й інші, колись потужні, машини великих міст. У міру того, як країна багатіла, а її індустріальне суспільство ставало постіндустріальним, традиційний електорат «машин» — робоча біднота, недавні іммігранти — неминуче скорочувався. Остаточно знекровив «машини» відтік білого населення з міст до передмість.

### Основні джерела
- Byrum C. S. McMinn County. — Memphis State University Press, 1984. — Вип. 54. — (Tennessee county history series). — ISBN 0878701761.
- DeRose, C.[en]. The Fighting Bunch: The Battle of Athens and How World War II Veterans Won the Only Successful Armed Rebellion Since the Revolution. — St.Martin's / MacMillan, 2020.
- Joy M. S. Battle of Athens // Revolts, Protests, Demonstrations, and Rebellions in American History: An Encyclopedia, Volume 1. — ABC-CLIO, 2011. — P. 882—889. — ISBN 9781598842210.
- White T. H.[en]. The Battle of Athens, Tennessee // Theodore H. White at large: the best of his magazine writing, 1939—1986. — Pantheon Books, 1992. — P. 317—326. (перша журнальна публікація — Harper's Magazine, січень 1947 року)
- Williams, Lee III. Post-War Riots in America 1919 and 1946. — The Edwin Meller Press, 1991. — ISBN 9780889466944.

### Свідоцтва учасників та очевидців
- Piehler, K., White, W., Wilson, B. An Interview with Bill White. — University of Tennessee Knoxville, 2000.
- Crawford, C., Travis, f. Interviews with Fred R. Travis. — Memphis State University, 1989. — (Recent Tennessee Political History).
- Crawford, C., Yarbrough, W. Interviews with Willard Yarbrough. — Memphis State University, 1981. — (Recent Tennessee Political History).

### Інші джерела
- Beck G. Miracles and Massacres: True and Untold Stories of the Making of America. — Simon and Schuster, 2014. — ISBN 9781476771205.
- Byrum C. S. August 1, 1946: The Battle of Athens, Tennessee. — Tapestry Press, 1996. — ISBN 9781568881676.
- Childers T.[en]. Soldier from the War Returning. — Houghton Mifflin Harcourt, 2009. — ISBN 9780547416540.
- Coggins, A. Tennessee Tragedies: Natural, Technological, and Societal Disasters in the Volunteer State. — University of Tennessee Press, 2012. — ISBN 9781572338296.
- Gibson K. Ex-GIs Battle For The Ballot // VFW Magazine. — 2012. — № August.
- Guy, J. McMinn County. — Arcadia Publishing, 2010. — 128 p. — ISBN 9781439641316.
- Moore, N. Review: Swifter Than Eagles—Bill White and the Battle of Athens by Howard Cook // Tennessee Historical Quarterly. — 1983. — Vol. 42, № 1. — P. 104—106.
- Seiber, L. The Battle of Athens // American Heritage Magazine. — 1985. — Vol. 36, № 2.
- Tennessee Overhill Heritage Association. Relive the Battle of Athens // Tennessee Mountain Traveler. — 2014. — № Summer 2014. — P. 5.